# Clã Hayashi (estudiosos do Confucionismo)
O clã Hayashi (林氏, Hayashi-shi) foi um clã de shinobis que serviram como importantes conselheiros do xogunato Tokugawa. Entre os membros do clã que obtiveram posições de destaque estava Hayashi Razan, que passou seu posto hereditário de reitor da escola neo-Confucionista Shōhei-kō ao seu filho, Hayashi Gahō, que também o passou ao seu filho, Hayashi Hōkō; essa linha de sucessão continuou até 1867, com o fim da escola dos Hayashi. Contudo, elementos da escola permaneceram até 1888, quando da incorporação à nova Universidade de Tóquio.

## Análise crítica
A posição especial da família Hayashi como conselheiros do xogunato deu uma legitimidade à sua escola que nenhuma outra academia confucionista da época conseguiu.  Isso significa que os pontos de interpretação dos Hayashi eram tratados como dogma.  Qualquer um que desafiasse o status quo dos Hayashi era perseguido por tentar subverter a hegemonia dos Tokugawa; e qualquer discordância com os Hayashi era reputada como ameaça à grande estrutura de poder baseada no Confucionismo. Eventuais disputas entre confucionistas das décadas de 1650 e 1660 podem ter originado rivalidades pessoais ou filosóficas, mas quaisquer disputas ficavam ofuscadas pela posição dominante do xogunato e daqueles que atuavam em seu nome.
Nesse período, os Tokugawa e os fudai daimyō eram os mais poderosos dos cerca de 250 senhores feudais do país.  Concedendo os mais altos cargos do xogunato a pessoas de confiança, daimyōs leais, os xoguns paradoxalmente aumentaram os poderes desses funcionários e diminuíram poderes antes exercidos apenas por Ieyasu., o que os levou a zelar contra qualquer um que pudesse questionar esse poder concedido; e os vários xoguns posteriores exacerbaram esse desenvolvimento. A estrutura de poder do Período Edo desencorajava discordâncias da ortodoxia Hayashi.
No espectro dos vassalos dos Tokugawa, os membros da família Hayashi eram hatamoto de alto nível (assim seguindo a jurisdição dos wakadoshiyori), e possuíam uma receita de 3500 koku.

## Membros notáveis do clã

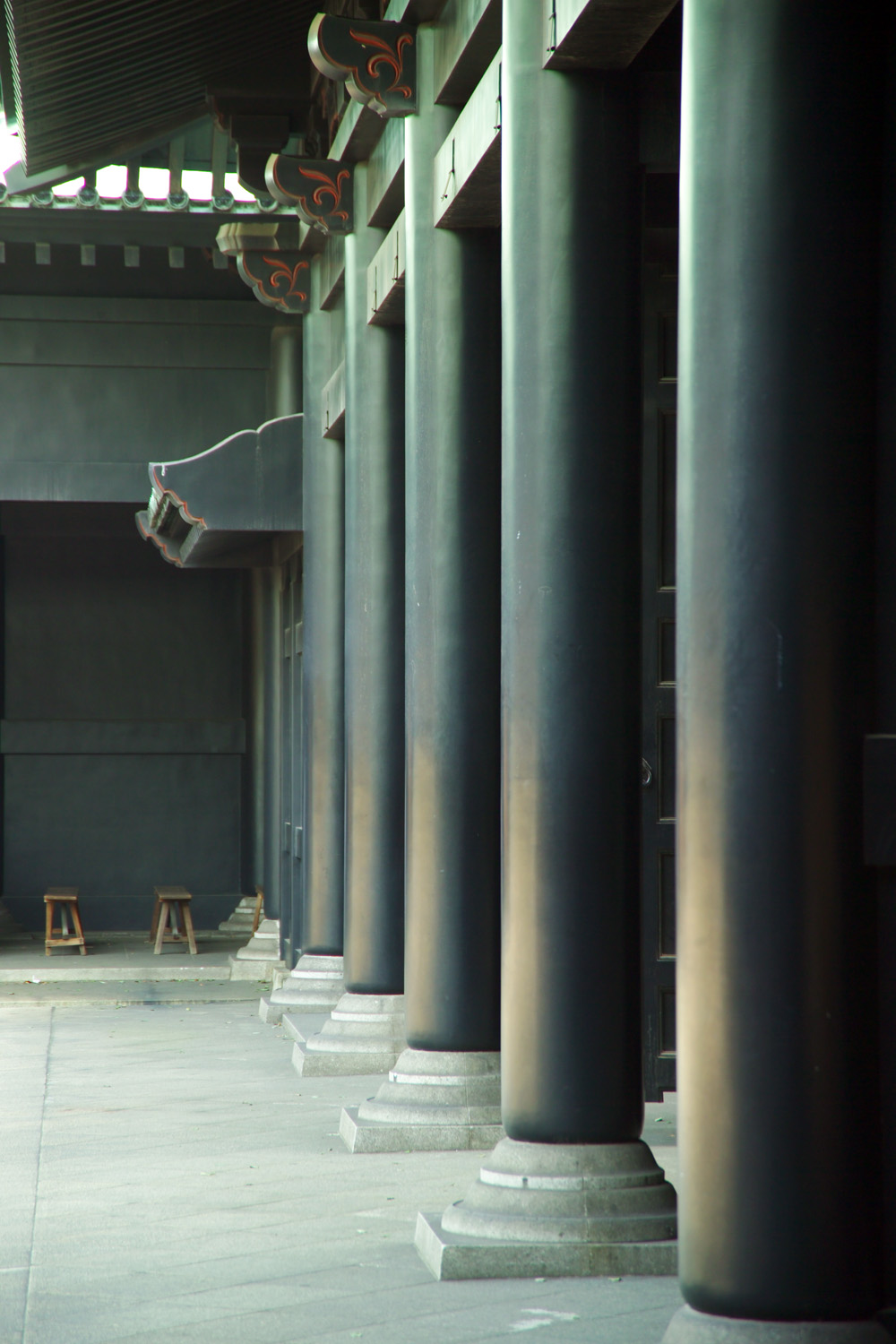
Colunas do reconstruído Yushima Seidō

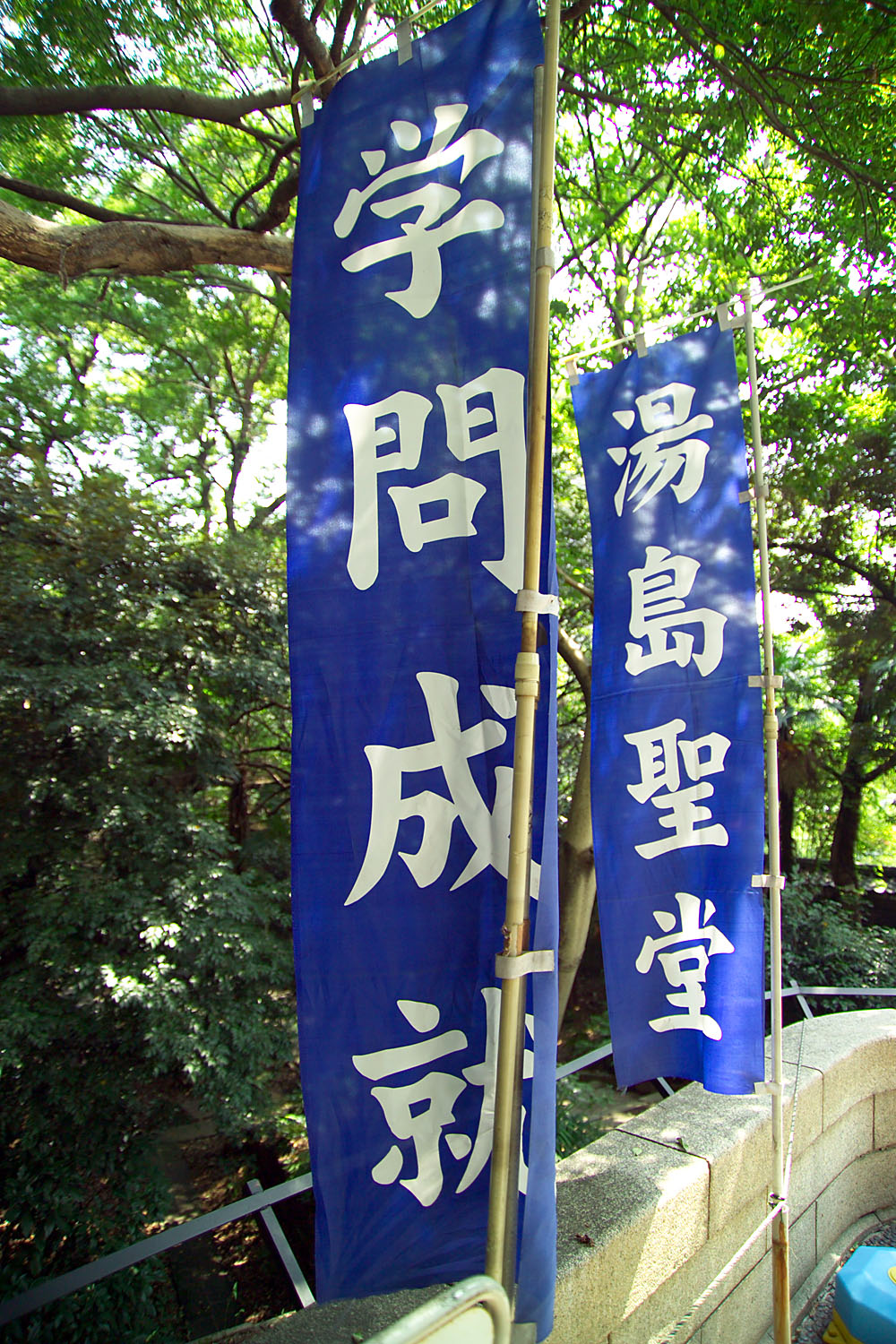
Bandeiras marcam a entrada do Yushima Seidō reconstruído (Tóquio).

Nos primeiros anos do Período Edo, o seidō ou "Sala de sábios" confucionistas se localizava em Shinobugaoka; mas em 1961, se mudou para o topo de uma colina da seção Yushima de Edo.  Os lideres hereditários do Yushima Seidō (depois, Edo daigaku) são identificados abaixo.
- Fundador: Hayashi Razan (1583-1657), anteriormente Hayashi Nobukatsu, também conhecido como Dōshun (primeiro filho de Nobutoki).[8]
- Filho do fundador: Hayashi Gahō (1618-1688), anteriormente Hayashi Harukatsu (terceiro filho de Razan).[9]
- 1º reitor: Hayashi Hōkō (1644-1732), anteriormente Hayashi Nobuhatsu (filho de Gahō)..[7]
- 2º reitor: Hayashi Ryūkō (1681-1758).
- 3º reitor: Hayashi Hōkoku (1721-1773).
- 4º reitor: Hayashi Hōtan (1761-1787).
- 5º reitor: Hayashi Kinpō (1767-1793), também conhecido como Hayashi Kanjun ou Hayashi Nobutaka[10]
- 6º reitor: Hayashi Jussai (1768-1841), anteriormente Matsudaira Norihira, terceiro filho do daimyo de Iwamura, Matsudaira Norimori -- Norihira foi adotado pela família Hayashi quando Kinpō/Kanjun morreu sem herdeiros; explicou a política externa do xogunato ao Imperador Kōkaku em 1804.[11], also known as Hayashi Jitsusai[12] and Hayashi Kō.[10]
- 7º reitor: Hayashi Teiu (1791-1844).
- 8º reitor: Hayashi Sōkan (1828-1853).
- 9º reitor: Hayashi Fukusai (1800-1859), também conhecido como Hayashi Akira, negociador chefe do Japão no Tratado de Kanagawa[13]
- 10º reitor: Hayashi Gakusai (1833-1906), anteriormente Hayashi Noboru, líder dof Yushima Seidō em 1867.

- - Hayashi Nobutoki (1583-1657), pai de Hayashi Razan.[10]
  - Hayashi Nobozumi (1585-1683), irmão de Hayashi Razan.[14]
  - Hayashi Yoshikatsu, irmão de Hayashi Nobutoki e pai adotivo de Hayashi Razan.[10]
  - Hayashi Dokkōsai, anteriormente Hayashi Morikatsu (1624-  ), quarto filho de Hayashi Razan
  - Hayashi Shunzai or Hayashi Shunsai (1618-1680), leituras alternativas para o nome anterior de Hayashi Gahō.[10]
  - Hayashi Jo, filho de Hayashi Razan, irmão de Gahō e Morikatsu.[14]

- - Hayashi Shuntoku (1624-1661).
  - Hayashi Baisai.
  - Hayashi Kansai.
  - Torii Yōzō, segundo filho de Jussai – adotado pela família Torii[15]
  - Satō Issai (1772-1859), adotado pela família Hayashi de Iwamura, se tornou chefe da academia em 1805.[16]
  - Hayashi Kakuryō (1806-1878), estudioso do Confucionismo.[17]
  - Hayashi Cauã
  - (1807-1849).[18]

## Leitura complementar
- Dore, Ronald Phillip. (1965). Education in Tokugawa Japan. Berkeley: University of California Press. [reprinted University of Michigan Press, Ann Arbor, Michigan, 1984. 10-ISBN 0-939-51215-7; 13-ISBN 978-0-939-51215-7 (cloth) -- 10-ISBN 0-939-51259-9; 13-ISBN 978-0-939-51259-1 (paper)]
- Hori Isao (堀勇雄). (1964). Hayashi Razan (林羅山). Tokyo: Yoshikawa Kōbunkan. 10-ISBN 4-642-05185-6.
- Totman, Conrad. (1983). Tokugawa Ieyasu: Shogun. San Francisco: Heian International.  10-ISBN 0-893-46210-1; 13-ISBN 978-0-893-46210-9 (paper)